# مايك ريد (لاعب كرة قدم أمريكية)
مايك ريد (بالإنجليزية: Mike Reed)‏ هو لاعب كرة قدم أمريكية أمريكي، ولد في 6 يناير 1975 في واشنطن العاصمة في الولايات المتحدة، وتوفي في 31 يناير 2014 في بيكرسفيلد في الولايات المتحدة بسبب سرطان.

## وصلات خارجية
- مايك ريد على موقع مرجع كرة القدم المحترفة.كوم (الإنجليزية)
- مايك ريد على موقع JustSportsStats.com (الإنجليزية)